# La Brillaz
La Brillaz är en kommun i distriktet Sarine i kantonen Fribourg, Schweiz. Kommunen skapades den 1 januari 2001 genom sammanslagningen av kommunerna Lentigny, Lovens och Onnens. La Brillaz hade 2 201 invånare (2023).